# The Journey
The Journey is een Amerikaanse dramafilm uit 1959 onder regie van Anatole Litvak. Destijds werd de film in Nederland uitgebracht onder de titel Angst-barrière.

## Verhaal
Majoor Soerov is een Russische commandant aan de grens tussen Oostenrijk en Hongarije. Bij het uitbreken van de Hongaarse Opstand in 1956 wordt de luchthaven van Boedapest gesloten. Een groep buitenlandse reizigers moet met de bus terug naar Wenen. De Russische commandant is geïnteresseerd in een van de reizigers.

## Rolverdeling
| Acteur           | Personage          |
| ---------------- | ------------------ |
| Deborah Kerr     | Diana Ashmore      |
| Yul Brynner      | Majoor Soerov      |
| Jason Robards    | Paul Kedes         |
| Robert Morley    | Hugh Deverill      |
| E.G. Marshall    | Harold Rhinelander |
| Anne Jackson     | Margie Rhinelander |
| Ron Howard       | Billy Rhinelander  |
| Flip Mark        | Flip Rhinelander   |
| Kurt Kasznar     | Csepege            |
| David Kossoff    | Simon Avron        |
| Gérard Oury      | Teklel Hafouli     |
| Marie Daëms      | Françoise Hafouli  |
| Anouk Aimée      | Eva                |
| Barbara von Nady | Borbala            |
| Maurice Sarfati  | Jacques Fabbry     |